# Yavne
Yavne (nota storicamente nelle fonti europee col nome latino: Iamnia e greco: Ἰαμνία,  Iamnía) è una città del Distretto Centrale di Israele. 
La città moderna fu fondata nel 1949. Secondo l'Ufficio Centrale Israeliano di Statistica alla fine del 2013 aveva 36.980 abitanti.